# Nguyễn Phúc Hồng Y
Nguyễn Phúc Hồng Y (chữ Hán: 阮福洪依, 11 tháng 9 năm 1833 – 23 tháng 2 năm 1877), tôn hiệu Thụy Thái vương (瑞太王) (còn được đọc trại thành Thoại Thái vương), biểu tự Quân Bác (君博), là một hoàng tử con vua Thiệu Trị nhà Nguyễn trong lịch sử Việt Nam.
Ông được biết đến là thân phụ của vua Dục Đức, tổ phụ của vua Thành Thái và là tằng tổ phụ của vua Duy Tân.

## Tiểu sử
Hoàng tử Hồng Y sinh ngày 28 tháng 7 (âm lịch) năm Quý Tỵ (1833), là con trai thứ ba của vua Thiệu Trị, mẹ là là Nhị giai Thục phi Nguyễn Thị Xuyên. Hồng Y là anh em cùng mẹ với An Mỹ Công chúa Huy Nhu và hoàng tử Hồng Kỳ (mất sớm). Thuở nhỏ, ông thông minh đĩnh ngộ, lúc lớn học rộng kinh sử, văn chương xuất sắc, rất được vua yêu.
Năm Thiệu Trị thứ 2 (1842), vua ngự giá ra Bắc làm lễ bang giao, sai Hồng Y cùng hoàng tử Hồng Nhậm (vua Tự Đức sau này) cùng đi. Ông hầu bên cạnh cẩn thận, khi hồi kinh được vua cha ban khen.
Năm Thiệu Trị thứ 6 (1846), tháng giêng, vua cho triệu các hoàng tử và hoàng đệ chưa được phong tước tất cả 10 người vào làm thơ ở điện Đông Các. Bảy người trong số đó là các hoàng tử Hồng Phó, Hồng Y, Hồng Tố, Hồng Hưu và các hoàng đệ Miên Tằng, Miên Kiền, Miên Lâm đều trúng cách.
Tháng 3 (âm lịch) năm đó, vua phong tước ban thưởng cho cả 7 hoàng thân được trúng cách, hoàng tử Hồng Y được phong làm Kiến Thụy công (建瑞公). Các hoàng thân được phong tước lần đầu thường chỉ làm Quận công hoặc Quốc công, nhưng Hồng Y lại được đặc cách phong ngay đến tước Thân công, chứng tỏ ông rất được vua cha ưu ái.
Tháng 9 (âm lịch) cùng năm, Thái hoàng Nhân Tuyên ngày một yếu đi, viện Thái y dâng thuốc có chút công hiệu nên Quản viện Vũ Quýnh, Viện sứ Trần Viết Cật, Y chính Hoàng Đức Hạ đều được gia thưởng. Vua mừng, sai bộ Lễ đến tế ở miếu Tiên Y, cho thân công Hồng Y đến tế ở đền Thọ Quốc công (tước phong của ông Trần Hưng Đạt, cha của bà Nhân Tuyên), Hữu tham tri bộ Lễ là Tôn Thất Tĩnh đến tế ở đền họ Trần.
Tháng 12 (âm lịch), vua Thiệu Trị đến cung Từ Thọ làm lễ Tốt khốc của Thái hoàng Nhân Tuyên. Ngày 22 tháng đó gặp lễ Hợp hưởng ở các miếu, bộ Lễ xin ngày ấy sai quan làm lễ ở cung Từ Thọ, ngày 23 hôm sau mới làm lễ Tốt khốc. Vua thấy không hợp lễ, cho là làm lễ Tốt khốc xong rồi làm lễ Hợp hưởng mới hợp nghi văn, rồi lấy ngày 25 tháng đó, sai Kiến Thụy công Hồng Y đến cung Từ Thọ, thay vua làm lễ Hợp hưởng, lại sai Hoằng Trị công Hồng Tố đến điện Gia Thành (nơi thờ bà Nhân Tuyên trong lăng Gia Long) kính cẩn làm lễ.
Đầu thời Tự Đức, hoàng đệ Hồng Y cùng với người chú là Tùng Thiện Quận vương Miên Thẩm vào hầu vua ở vườn tập bắn. Vua nhân đó ra đề "Quí đông tân tình, hậu uyển tập xạ" (Cuối đông trời nắng ra vườn sau tập bắn), sai làm bài liên cú (tức mỗi người làm một câu ghép thành một bài thơ), được vừa ý vua.
Năm Tự Đức thứ 2 (1849), vua đến nhà Thái học, thân công Hồng Y theo hầu, dâng lên vua bài Thị học thi (Quan sát việc học), được vua ngợi khen và cho chép vào tập thơ Tích Ung Canh Ca hội tập của Hồng Y.
Năm Tự Đức thứ 3 (1850), thầy học của các hoàng thân là Võ Xuân Cẩn, đồng thời là cha vợ của vua, dâng sớ nói: "Các hoàng thân phần nhiều chỉ thích chơi đùa, không đến nghe giảng". Vua sai phủ Tôn Nhân xét duyệt thì 4 hoàng thân là Miên Sạ, Hồng Y, Hồng Tố và Hồng Truyền đều chỉ đến nghe giảng có 4 ngày, nên bị phạt lương 3 tháng. Một số hoàng thân khác cũng bị phạt lương vì việc này.
Năm Tự Đức thứ 11 (1858), Kiến Thụy công Hồng Y vì tội bọn thuộc lại trong phủ vào điện Hiếu Tư (nơi thờ vua Minh Mạng) nên bị phạt lương 1 năm. Vua thương ông thiếu thốn, chuẩn cho đem phần thưởng trước để khấu trừ vào phần phạt.
Vua Tự Đức không thể có con do mắc di chứng của bệnh đậu mùa, nên năm thứ 21 (1868) mới chọn con trai thứ hai của hoàng đệ Hồng Y là công tử Ưng Ái (sau này là vua Dục Đức) vào ở viện Tập hiền cũ để nuôi, sai quan Nội các dạy học, năm ấy công tử 17 tuổi.
Năm Tự Đức thứ 25 (1872), Kiến Thụy công Hồng Y lên thọ 40 tuổi, vua đem phẩm vật trong kho và ngự chế 2 bài thơ ban cho ông. Thơ rằng:
Bài I:
| Phiên âm: Giới đệ thân trung hậu Do nhi phân ngoại vinh Văn chương sư Tử Kiến Đức nghiệp mộ Đông Bình Lực thiêm niên cận tráng Thân nhàn phước dị tinh Quý dư đa bất cập Tứ tuế thiểm vi huynh | Dịch nghĩa: Trung hậu vốn tính trời sinh, Em yêu nhỏ tuổi, nổi danh trong ngoài Văn chương Tử Kiến kém tài Đức hạnh xem cũng sánh vai Đông Bình Càng già sức khỏe càng tinh Thân nhàn mà được phước sinh vô cùng Thẹn rằng ta chẳng ngang bằng Nhờ hơn bốn tuổi mà thành ra anh. |

Bài II:
| Phiên âm: Ngô đệ tuy rằng chúng Duy quân khả kết minh Tài nhân duyên học thực Đức mậu đắc lân tình Thu nguyệt tam bôi tửu Xuân phong nhất trạo khinh Gia đình chân lạc sự Thế thượng tẩn phù danh. | Dịch nghĩa: Em ta tuy thật là đông Chỉ có mình chú đáng cùng kết minh Học hành nổi tiếng tài danh Lại thêm đức hạnh vang quanh tiếng đồn Trời thu dăm chén rượu ngon Gió xuân một chiếc thuyền con nhẹ nhàng Gia đình êm ấm an khang Phù danh đâu dễ buộc ràng tấm thân. |

Năm Tự Đức thứ 30 (1877), ngày 11 tháng 1 (âm lịch), Kiến Thụy công Hồng Y qua đời, thọ 45 tuổi, vua thương tiếc, nghỉ triều 8 ngày, truy tặng cho ông làm Kiến Thụy Quận vương (建瑞郡王), ban thụy là Tuệ Đạt (慧達). Hoàng trưởng tử Ưng Chân (tức Ưng Ái) đặt hương án ở nhà sau Dục Đức đường, mặc phục tang, đứng vào hàng cháu làm lễ, đến khi an táng Hồng Y, vua đích thân làm bài văn tế.
Lăng của quận vương Hồng Y được táng ở phường Hương Vân, Hương Trà (xưa kia thuộc làng Lai Thành). Phủ thờ của ông hiện nằm trên đường Chi Lăng (thuộc phường Gia Hội, Huế).
Tháng 3 (âm lịch) năm Thành Thái thứ 9 (1889), vua Thành Thái truy tôn cho tổ phụ làm Kiến Thụy Thái vương (建瑞太王) (hay được biết đến là Thoại Thái vương), cải thụy thành Đôn Chính (敦正), nguyên cơ Lê Thị Ứng làm Kiến Thụy Thái vương phi (建瑞太王妃).

## Tác phẩm
Thụy Thái vương Hồng Y là người hay thơ giỏi chữ. Các tác phẩm thơ văn của ông đều được người chú là Tuy Lý vương Miên Trinh tổng hợp lại thành một bộ sách với đề tựa là Tuần Cai biệt thự hợp tập.

## Gia quyến

### Thê thiếp
- Chính thất: Lê Thị Ứng (? – 1859), tôn hiệu Thụy Thái vương phi, thụy Trang Thục (莊淑), con gái của Tuần phủ Quảng Trị-Quảng Bình Lê Trường Danh, quê ở phủ Thừa Thiên[15].
- Thứ thất: Trần Thị Nga (1832 – 1911), tôn hiệu Đoan Thục Phu nhân (端淑夫人), mẹ của vua Dục Đức.
- Thứ thất: Trần Nhị Nương, Đệ thất Phủ thiếp, thụy Trang Thuận, mộ táng tại phường Thủy Xuân, Huế[16].
- Thứ thất: Nguyễn Hữu Thị Ngộ, con gái của Nguyên Viên tử Nguyễn Hữu Nghị, quê ở tỉnh Quảng Nam[15].
- Thứ thất: Nguyễn Văn Thị Thái, con gái của Phó quản cơ Nam Định Nguyễn Hỷ, quê ở tỉnh Vĩnh Long[15].

Thụy Thái vương Hồng Y còn nhiều thất thiếp khác chưa rõ tên.

### Hậu duệ
Thụy Thái vương có 43 con trai và 24 con gái. Ông được ban cho bộ chữ Hương (香) để đặt tên cho các con cháu trong phòng, nhưng sau này do kỵ húy của bà Học phi Nguyễn Văn Thị Hương, mẹ nuôi của vua Kiến Phúc mà cải thành bộ Thạch (石). Dưới đây liệt kê tên của một số người con được biết đến của Vương:
- Nguyễn Phúc Ưng Khánh (1851 – ?), trước có tên là Ưng Hinh, mẹ là Lê Thị Ứng, công tử trưởng[15], tập phong làm Kiến Thụy Quận công[2].
  - Nguyễn Phúc Bửu Thạch (1875 – 1914), tập phong Kiến Thụy hương công[2].
- Nguyễn Phúc Ưng Ái (23 tháng 2 năm 1852 – 6 tháng 10 năm 1883), công tử thứ ba, mẹ là Trần Thị Nga, làm hoàng tử đổi tên thành Ưng Chân, tức vua Dục Đức.
- Nguyễn Phúc Ưng Phức (1852 – ?), công tử thứ tư, mẹ là Nguyễn Hữu Thị Ngộ[15].
- Nguyễn Phúc Ưng Phi (1852 – ?), công tử thứ sáu, mẹ là Nguyễn Văn Thị Thái[15].
- Nguyễn Phúc Ưng Phù (hoặc Đồ) (1854 – ?), công tử thứ chín, mẹ là Nguyễn Văn Thị Thái[15].
- Công nữ Thiện Niệm, vợ của ông Diệp Văn Cương. Vì Thành Thái là cháu gọi bà bằng cô nên ông Cương mới giúp Thành Thái lên ngôi[18].
- Hai công nữ tên là Thiện Nam và Thiện Nữ, con của bà Trần Nhị Nương[16].